# بلاسيدو غاليندو
بلاسيدو غاليندو (بالإسبانية: Plácido Galindo)‏ (9 مارس 1906 – 22 أكتوبر 1988) لاعب كرة قدم بيروفي راحل كان يجيد اللعب في خط الوسط .
لعب طوال مسيرته الرياضية في نادي يونيفيرسيتاريو ديبورتيس . شارك مع منتخب بيرو في بطولة كأس العالم 1930 في الأوروغواي حيث لعب المباراتين أمام رومانيا والأوروغواي التين انتهتا بالخسارة 1-3 و 0-1 على التوالي . كما شارك في بطولة أمريكا الجنوبية 1929 .
أبرز ما يتذكره الجميع هو عرقلته المهاجم الروماني لازلو رافينسكي وطرده من المباراة مما جعله أول لاعب يطرد في تاريخ بطولات كأس العالم .

## روابط خارجية
- بلاسيدو غاليندو على موقع الاتحاد الدولي (مؤرشف)  (الإنجليزية)
- بلاسيدو غاليندو على موقع قاعدة بيانات كرة القدم.إي يو (الإنجليزية)
- بلاسيدو غاليندو على موقع ناشيونال فوتبول تيمز (الإنجليزية)
- بلاسيدو غاليندو على موقع Soccerway.com (الإنجليزية)
- بلاسيدو غاليندو على موقع عالم كرة القدم.نت (الإنجليزية)